# Steinar Pedersen
Steinar Pedersen (ur. 6 czerwca 1975 w Hellemyr) – norweski piłkarz występujący na pozycji obrońcy.

## Kariera klubowa
Pedesen profesjonalną karierę rozpoczynał w 1994 roku w klubie IK Start. Od czasu debiutu regularnie grywał tam w pierwszym zespole. W 1996 roku zajął ze Startem ostatnie, czternaste miejsce w pierwszej lidze norweskiej i spadł z nim do drugiej ligi. Wówczas postanowił odejść z klubu. W Starcie spędził łącznie trzy lata. Przez ten czas wystąpił tam w 54 ligowych spotkaniach i strzelił w nich cztery gole.
Latem 1996 roku został zawodnikiem niemieckiej Borussii Dortmund. Zadebiutował tam 21 września 1996 w przegranym przez jego zespół 1:5 pojedynku z Borussią Mönchengladbach, rozegranym w ramach rozgrywek Bundesligi. W barwach Borussii Pedersen zdołał rozegrał trzy ligowe spotkania oraz dwa w Lidze Mistrzów, po czym w 1997 roku został wypożyczony do ojczystego Lillestrøm SK. Pod jego obecność w Dortmundzie, tamtejszy klub sięgnął po Ligę Mistrzów i Puchar Interkontynentalny. Po zakończeniu sezonu w Norwegii Pedersen powrócił do Borussii, gdzie spędził jeszcze ponad rok.
W 1999 roku przeniósł się do szwedzkiego IFK Göteborg. W tamtym roku dotarł z klubem do finału Pucharu Szwecji, gdzie jego klub przegrał z AIK Solną Sztokholm. W IFK grał przez trzy sezony. W tym czasie zagrał tam w lidze 53 razy, a także zdobył jedną bramkę. W 2002 roku powrócił do Norwegii, a konkretnie do Startu, w którym zaczynał karierę. Już w pierwszym sezonie spadł z tym klubem do drugiej ligi. Pozostał jednak w zespole. Do ekstraklasy powrócił z nim w 2004 roku, a rok później został z nim wicemistrzem kraju. W 2007 roku Start uplasował się na przedostatniej, trzynastej pozycji w lidze i został zdegradowany do drugiej ligi. Wtedy Pedersen odszedł z klubu.
W 2008 podpisał kontrakt z Lillestrøm SK, w którym grał już, przebywając na wypożyczeniu z Borussii Dortmund. W 2009 roku wypożyczono go do Strømsgodset IF. W 2012 grał w Starcie.

## Kariera reprezentacyjna
W 2006 roku Pedersen zanotował jeden występ w reprezentacji Norwegii. Było to 29 stycznia 2006 w przegranym 0:5 towarzyskim meczu ze Stanami Zjednoczonymi.